# 朽木村
朽木村（くつきむら）は、滋賀県西部（湖西）の高島郡に存在した村。
永らく滋賀県唯一の「村」だったが、2005年1月1日、同郡高島町、安曇川町、新旭町、今津町、マキノ町と合併して高島市となり、郡と共に廃止した。しかし合併後も「朽木」の名前を残すべく「高島市朽木○○」としている。

## 地理
滋賀県最西端に位置し、西は京都府、北は福井県に接する。中心地は市場。村域東部は比良山地で、西部は丹波高地の東端部である。安曇川の上・中流域を占める。朽木村一帯は朽木谷（くつきだに）とも呼ばれる。朽木村西部一帯（針畑川流域）は針畑（はりはた）と呼ばれ、山を挟んだ京都市左京区久多とも古くから交流があった地域である。

## 歴史
古くから、若狭国小浜と京都を短絡する道、俗にいう鯖街道が縦断し、街道筋として栄えた。現在は国道367号となっている。また、「朽木の杣」と呼ばれ、京への木材の供給地でもあった。
朽木氏は鎌倉時代から江戸時代に掛けて、朽木庄を支配していて、室町幕府の奉公衆でもあった縁で、天文22年（1553年）に朽木元綱は13代将軍足利義輝・細川晴元らを朽木に匿っている。
元亀元年（1570年）、織田信長の朝倉攻めで浅井長政が裏切った時、信長が浅井の領地である湖東を避けて朽木経由で帰郷しようとした時も元綱は信長を助け、後に家臣に取り立てられた。
昭和46年（1971年）4月1日に伊香郡余呉村・西浅井村、東浅井郡びわ村が町制施行して余呉町・西浅井町、びわ町になって以降、県内唯一の村となっていた。

### 沿革
- 1889年（明治22年）4月1日 - 町村制の施行により、荒川村・野尻村・市場村・宮前坊村・岩瀬村・雲洞谷村・地子原村・麻生村・柏村・古川村・大野村・村井村・栃生村・小川村・平良村・桑原村・生杉村・中牧村・古屋村・小入谷村・能家村の区域をもって発足。
- 2005年（平成17年）1月1日 - マキノ町・今津町・安曇川町・高島町・新旭町と合併して高島市が発足。同日朽木村廃止。

## 産業
豊かな森林資源から林業が盛んで、安曇川ではかつて木材運搬のためのいかだ流しが行われた。いかだ流しの水運安全を祈る「しこぶち」信仰が今も伝わる。木地山地区（麻生）などでは木工芸も発達した（木地師）。農業では椎茸の栽培が盛んである。

## 交通

### 鉄道
- JR西日本湖西線安曇川駅から江若交通バスで約30分。
- 京阪鴨東線出町柳駅から京都バス10系統で約1時間25分、1日1往復（土休日のみ）。
- JR西日本湖西線堅田駅から江若交通バス51系統（春分の日〜12月第1日曜日の土休日のみ運行）乗車約1時間、終点の細川バス停下車。徒歩1kmほどで高島市営バスの細川バス停に到達でき、そこから高島市営バス針畑線乗り換え、朽木学校前バス停にて下車。ただ、本数は非常に少なく、接続が困難。

### バス
- 高島市営バス
  - 針畑線（朽木支所前〜朽木学校前〜細川〜平良分校前〜小入谷〜生杉）：一日８往復、概ね2時間に1本。しかしうち４便は細川バス停止まり。残り４便が生杉バス停まで運行する。但し朽木支所前16:15発、生杉17:11着の便及び生杉7:10発、朽木支所前8:06着の便については、途中の桑ノ橋、朽木大野、西村井、村井バス停を通過し、上古川〜栃生口間はノンストップでの運行。また、朽木診療所バス停には診療所休診時間帯はバスは停車しない。梅ノ木〜床鍋橋バス停間で京都府久多地域を通過する。
  - 上村能家線（朽木学校前〜上村〜能家）：一日8往復、概ね2時間に1本。しかしうち終点能家バス停まで行くバスは3便のみで、残り5便は途中の上村バス停までの運行。かつて江若バスが運行していた路線を一部改変し、引き継いでいる。また、朽木診療所バス停には診療所休診時間帯はバスは停車しない。
  - 横谷木地山線（朽木学校前〜横谷口〜木地山）：一日8往復、概ね1.5時間〜2時間に1本。しかしうち終点木地山バス停まで行くバスは4便で、残り4便は途中の横谷バス停までの運行。また、朽木診療所バス停には診療所休診時間帯はバスは停車しない。木地山バス停からの登山客にも利用されることがある。
  - 柏宮前坊線（朽木支所前〜宮前坊〜上柏〜村井）：一日5往復、概ね3時間に1本。全ての便が上柏バス停まで運行する。終点の村井バス停までは1日2便だが、針畑線も同じルートを通るため、こちらで代用が可能。また、朽木診療所バス停には診療所休診時間帯はバスは停車しない。
  - 今津西線（朽木支所前〜椋川〜旧今津西小学校前〜天増川口〜角川）：一日2往復。要事前予約制で、予約は運行の30分前まで。予約のない便は運行されない。途中の天増川口バス停で降車し、西日本JRバス若江線に乗り換え、JR西日本湖西線近江今津駅やJR西日本小浜線小浜駅行きのバスに乗り継ぐことも出来るが、とにかく本数が少ないためあまり有用なルートとは言えない。
- 江若交通バス朽木線（朽木学校前〜高岩橋〜上古賀〜中野〜安曇川駅）：一日11往復、概ね1時間に1本。朽木地区内を走るバスの中で最も本数が多く、利用しやすい。かつては同じく江若交通バスでJR西日本湖西線堅田駅や大津市葛川地区の細川バス停までの路線が運行されていたが、いずれも廃止された。
- 京都バス比良線（朽木学校前〜細川〜途中〜大原〜八瀬駅前〜出町柳駅前）：一日1往復、土休日のみの運行。京都バス有数の長距離路線である。主に登山客の輸送を目的としている。かつては一日2往復、平日にも運行があった。

### 道路
- 国道367号

## 教育

### 小学校
- 朽木東小学校 （朽木村岩瀬）
- 朽木西小学校 （朽木村中牧）
- 朽木西小学校平良分校（朽木村平良）

### 中学校
- 朽木中学校 （朽木村市場）

## 観光
- 毎週日曜日7時より、道の駅くつき新本陣で「日曜朝市」が行われる。
- 朽木スキー場
- 興聖寺（旧：秀隣寺庭園）
- 邇々杵神社
- くつき温泉てんくう
- 滋賀県立朽木いきものふれあいの里（2014年閉鎖）
- おにゅう峠

## 名産
- シイタケ
- 鯖のなれずし
- 栃餅

## 出身著名人
- 朽木元綱 - 戦国大名、高島氏庶流朽木氏、朽木出身

## その他
- 福井県遠敷郡上中町とは、平成の大合併の際、滋賀県高島郡6町村との合併（越境合併）を検討していたことがあった。